# Programma spaziale sovietico

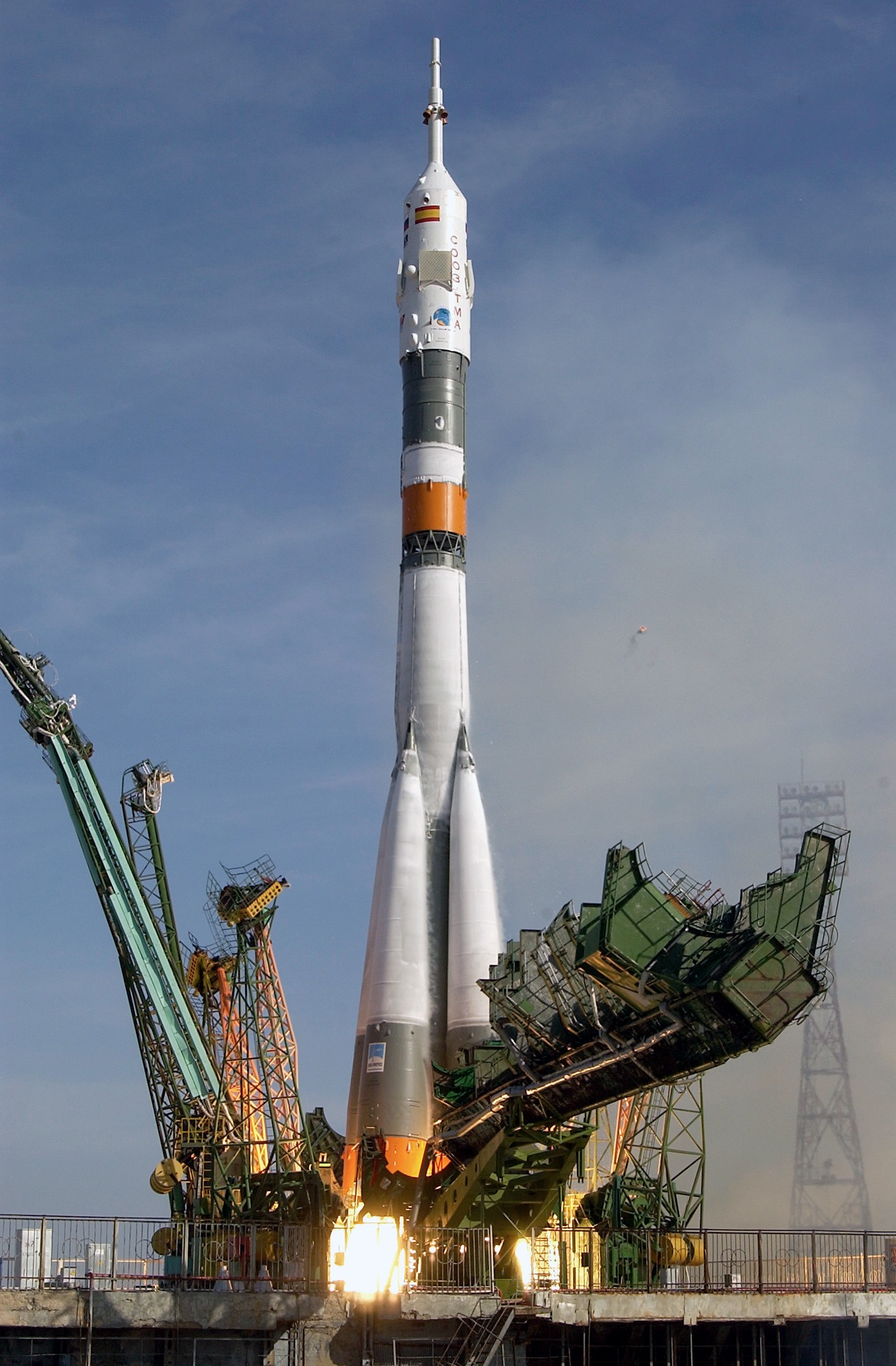
Immagine di un lanciatore sovietico Sojuz. Questi lanciatori sono stati i primi razzi a mandare degli oggetti nello spazio

Dalla seconda guerra mondiale fino alla dissoluzione dell'Unione Sovietica, il programma spaziale sovietico ha deciso lo sviluppo dei lanciatori, delle sonde e degli strumenti per la guerra e l'esplorazione spaziale.
Il programma spaziale sovietico è sempre stato coperto dal segreto. Il leader del programma Sergej Pavlovič Korolëv era indicato solamente come il capo progetto durante la sua vita. Solamente con l'avvento della glasnost' il programma è stato reso pubblico.

## Origini
La teoria alla base dell'esplorazione spaziale fu scritta prima della seconda guerra mondiale in Unione Sovietica da Konstantin Ciolkovskij ma fu possibile attuarla grazie alle scoperte degli scienziati tedeschi Hermann Oberth e Wernher von Braun in Germania durante la guerra. Degli studi e dell'esperienza di questi scienziati si avvantaggiarono sia USA che URSS nei rispettivi programmi spaziali. Le armate sovietiche catturarono la fabbrica dei V2 a Peenemünde con diverse centinaia di tecnici e di razzi. Sotto la direzione di Dmitrij Ustinov il progettista e ingegnere Sergej Pavlovič Korolëv con l'aiuto dei prigionieri tedeschi riuscì a replicare il razzo R-1. Il peso degli armamenti nucleari sovietici richiedeva però dei motori molto più potenti. Quindi Korolëv decise di utilizzare propellente liquido e serbatoi criogenici. Il risultato fu il missile ICBM R-7 che, pur non essendo un'arma strategica molto efficiente, era una perfetta base per un lanciatore spaziale.
I programmi spaziali sovietici erano incastrati nei piani quinquennali e inizialmente erano fortemente voluti dai militari; inoltre Korolëv poteva contare sull'appoggio di influenti scienziati, come Leonid Sedov e Mstislav Keldyš.
Nel gennaio 1956 il piano prevedeva il lancio di un satellite in orbita terrestre per studiare lo spazio, quel satellite era lo Sputnik. Prevedeva anche una missione senza equipaggio con un satellite militare, lo Zenit. In seguito si sarebbe realizzato il primo volo con un essere umano nel 1961 e una missione lunare in una data successiva.
Dopo il grande successo mediatico del primo Sputnik, Korolëv decise di modificare i piani e di spingere per realizzare una missione con un essere umano, combinando il programma Zenit per ottenere il Vostok.

## Primati

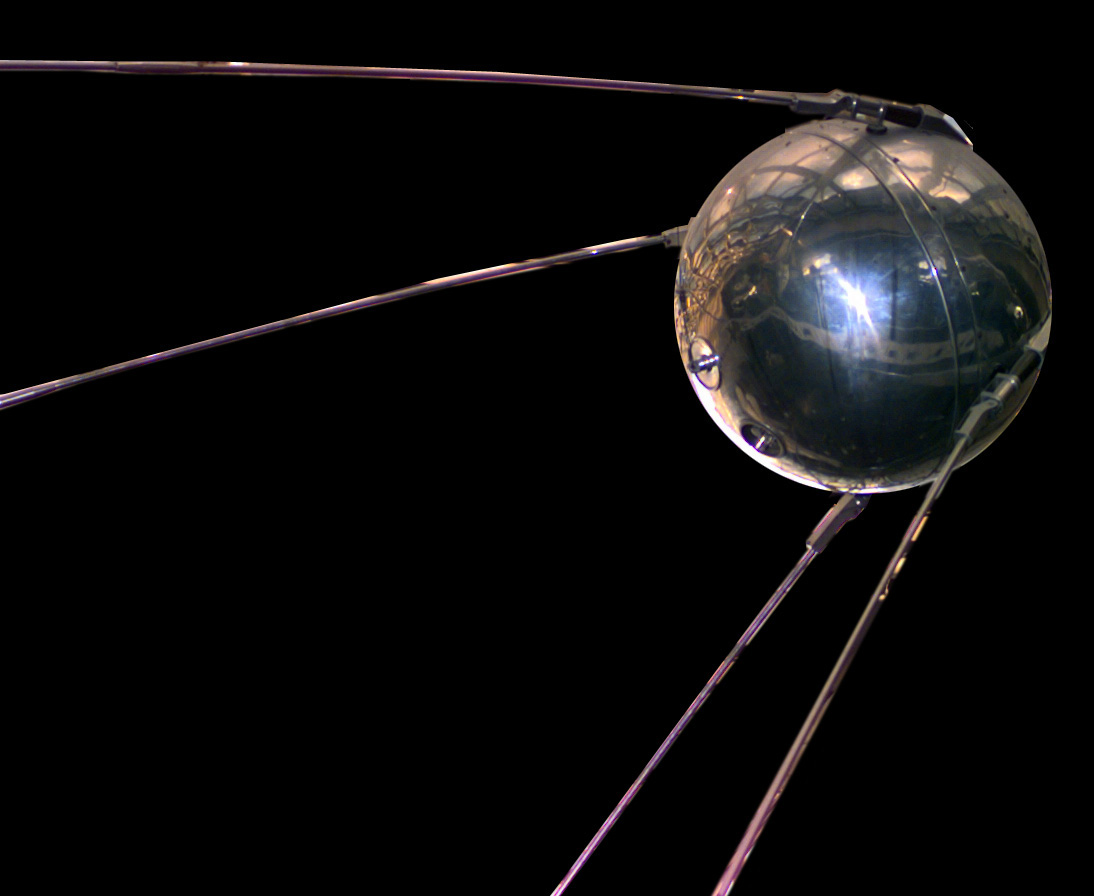
Il 4 ottobre 1957 venne mandato in orbita il primo satellite artificiale, lo Sputnik 1

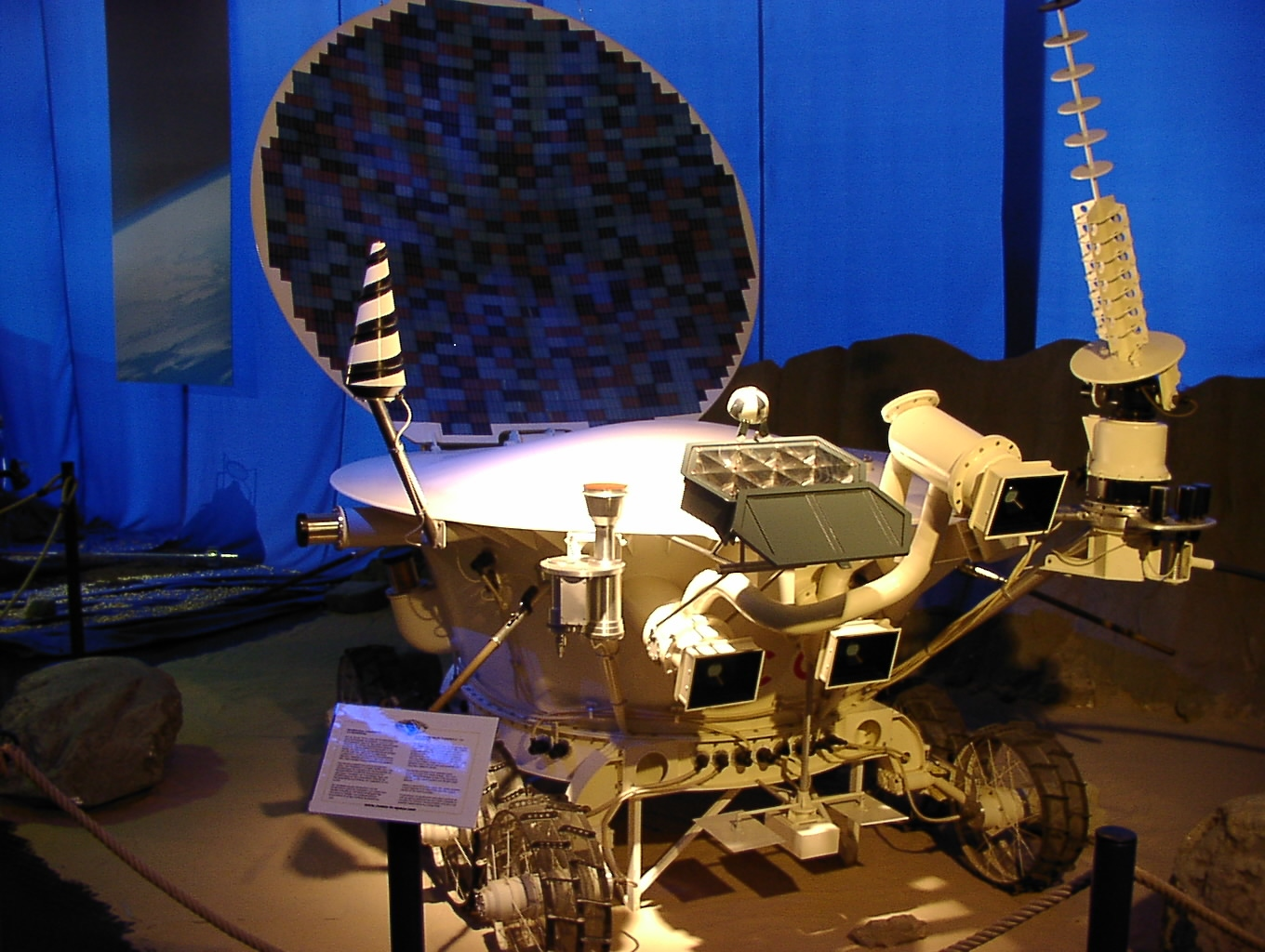
Il Lunochod, il primo rover mandato sulla Luna, il 17 novembre 1970

Due giorni dopo che gli Stati Uniti annunciarono l'intenzione di mandare in orbita un satellite, i sovietici annunciarono la stessa intenzione il 31 luglio 1956 durante un congresso scientifico internazionale tramite il professor Leonid Sedov. Il primo satellite artificiale, lo Sputnik 1 venne lanciato il 4 ottobre 1957. La notizia stupì il mondo intero.
Il programma spaziale sovietico lanciò la corsa allo spazio tra il 1957 e il 1967:
- Primo ICBM, l'R-7
- Primo satellite, lo Sputnik 1
- Primo animale in orbita, Laika con lo Sputnik 2
- Prima persona lanciata nello spazio: Jurij Gagarin con il Vostok 1, programma Vostok
- Prima missione con due navette con equipaggi che si avvicinano nello spazio, la Vostok 3 e la Vostok 4. Sebbene sia considerato da molte persone il primo rendezvous in realtà le navette erano a 5 km di distanza e su diversi piani orbitali. Il primo rendezvous venne svolto dalle navette statunitensi Gemini 6A e Gemini 7 tre anni dopo.
- Prima donna nello spazio, Valentina Vladimirovna Tereškova sul Vostok 6
- Primo equipaggio di tre persone nel Voschod 1
- Prima attività extraveicolare, Aleksej Archipovič Leonov dal Voschod 2
- Primo attracco orbitale di due equipaggi umani con cambio di equipaggio, Sojuz 4 e Sojuz 5.
- Primo lancio di una sonda verso un altro corpo celeste, Luna 1
- Prima sonda sulla Luna, Luna 2
- Prime immagini del lato nascosto della Luna dal Luna 3
- Prima sonda lanciata sul pianeta Venere, il Venera 3
- Prima sonda lanciata sul pianeta Marte, il Mars 3 e invio di dati dal pianeta
- Prima sonda in orbita attorno alla Luna, Luna 10
- Prima sonda tornata sulla Terra da un altro corpo celeste, il Luna 16
- Primo rover spaziale Lunochod
- Prima stazione spaziale, la Saljut 1 nel 1971
- Prima attività extraveicolare di una donna nello spazio, Svetlana Evgen'evna Savickaja nel 1984 dalla stazione spaziale Saljut 7.
- Prima stazione spaziale abitata permanentemente da equipaggio umano, la Mir, che orbitò intorno alla Terra tra il 1986 e il 2001.

## Competizione interna
Diversamente dal programma statunitense, che vedeva la NASA nel ruolo di coordinamento di tutte le attività spaziali, il programma Sovietico era una competizione tra i quattro progettisti principali: Korolëv, Michail Jangel', Valentin Gluško e Vladimir Čelomej. A seguito dei successi dello Sputnik e del Vostok, l'ufficio OKB-1 di Korolëv, con cui collaborava Michail Tichonravov, ascese al comando e progettò di continuare le ricerche sulle navette Sojuz e sui lanciatori pesanti N1, per poter realizzare la prima stazione spaziale con equipaggio permanente, per realizzare esplorazioni umane e con sonde e per poter dimostrare la superiorità sovietica sugli Stati Uniti. Jangel era un assistente di Korolëv, ma grazie al supporto dei militari ricevette un proprio ufficio di progettazione nel 1954. Si occupò di sviluppare motori per razzi molto potenti e utilizzò del propellente ipergolico che portò alla catastrofe di Nedelin. Successivamente venne indirizzato a occuparsi dello sviluppo dei razzi ICBM, sebbene continuasse a progettare dei lanciatori pesanti in competizione con l'N-1 di Korolëv. Gluško era il progettista capo di Korolëv, ma nutriva un odio personale nei riguardi di quest'ultimo. Inoltre si rifiutava di sviluppare una singola grande camera per il motore criogenico, che Korolëv voleva utilizzare per sconfiggere gli americani nella corsa verso la Luna. Čelomej beneficiò dell'appoggio di Chruščёv e nel 1960 gli venne affidato il compito di sviluppare un razzo in grado di inviare una missione con equipaggio intorno alla Luna e di inviare nello spazio una stazione spaziale militare ma, per via della sua esperienza limitata, lo sviluppo procedette con lentezza. Agli inizi degli anni sessanta il programma spaziale sovietico aveva più di trenta progetti attivi di lanciatori. Nel 1964, con la caduta di Chruščёv, Korolëv recuperò il controllo completo delle missioni con equipaggio umano, ma durante questo passaggio si erano persi ben due anni.

## Dopo Korolëv
Korolëv morì dopo una tentata operazione di rimozione di un tumore nel gennaio del 1966 e la gestione dell'ufficio di progettazione OKB-1 passò nelle mani di Vasilij Pavlovič Mišin con l'obiettivo di mandare un uomo intorno alla Luna nel 1967 e di farlo atterrare sul suolo lunare nel 1968. Mišin non aveva l'autorità politica e la capacità di affrontare la concorrenza dimostrata da Korolëv. Sotto pressione decise di approvare l'ambizioso lancio del volo Sojuz 1 nel 1967, nonostante il velivolo avesse ancora dei problemi e benché non avesse ancora effettuato un volo senza equipaggio con successo. Il lancio della missione evidenziò problemi conosciuti di progettazione e si concluse con la morte del cosmonauta Vladimir Komarov, che si schiantò con l'apparecchio e divenne il primo uomo deceduto durante un viaggio spaziale. Dopo il disastro e sotto nuove pressioni, Mišin divenne alcolizzato. Nell'ottobre del 1968 venne lanciata con successo in orbita attorno alla Terra la Sojuz 3, ma nel dicembre dello stesso anno i sovietici furono battuti dagli americani, che riuscirono a far eseguire a tre astronauti con la navicella Apollo 8 varie orbite intorno alla Luna, mentre il similare programma Zond di voli circumlunari non andò mai oltre i voli di prova (la maggior parte dei quali fallimentari) senza equipaggio. Mišin fece pressioni per utilizzare il vettore N1, nonostante i gravi difetti di progettazione sperando di poter sorpassare gli americani. Ebbe successo nel gennaio 1969 quando le navette Sojuz 4 e Sojuz 5 riuscirono ad effettuare un rendezvous e a scambiarsi gli equipaggi.

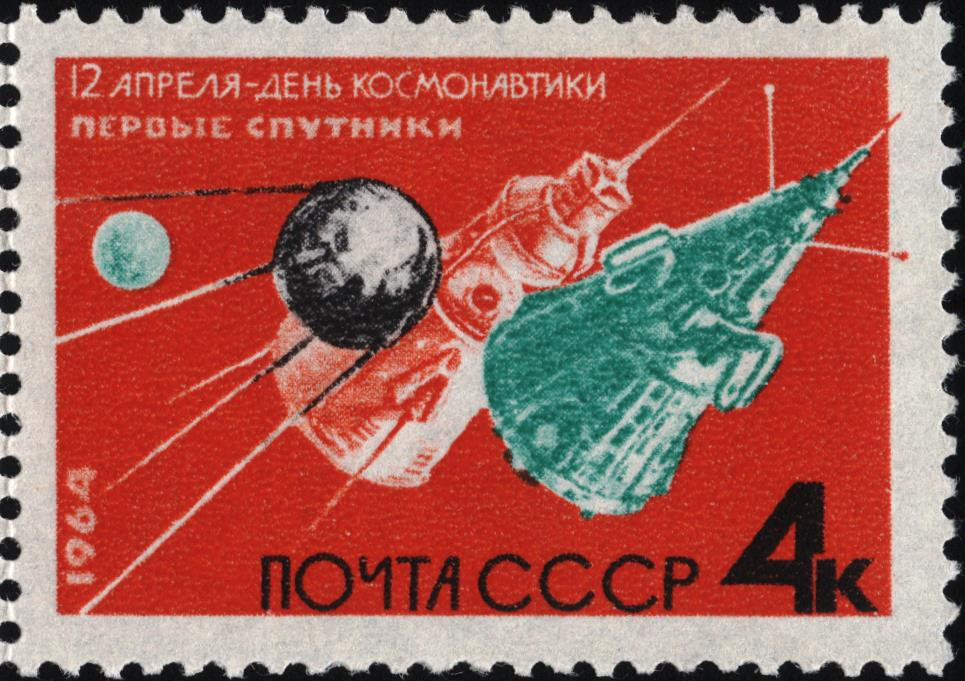
Francobollo commemorativo emesso nel 1964

La missione sperimentò l'aggancio nello spazio e altre tecniche che sarebbero dovute servire per il volo sulla Luna. Venne collaudato con successo anche il modulo lunare LK, ma i continui incidenti del vettore N-1 resero chiaro che gli americani sarebbero arrivati prima sulla Luna. Dopo queste missioni, Čelomej convinse Ustinov ad approvare una battuta di arresto del programma nel 1970 per poter portare avanti lo sviluppo della stazione spaziale militare Almaz come strumento per superare gli americani mentre questi annunciavano lo Skylab. Su proposta di Keldyš venne inoltre deciso l'invio sulla Luna di sonde automatiche per riportare sulla Terra alcuni campioni di rocce. Mišin rimase a capo del progetto di stazione spaziale, che divenne Saljut. Il progettista pensava che fosse meglio avere tre cosmonauti senza tuta pressurizzata durante il volo piuttosto di due cosmonauti con la tuta pressurizzata; la decisione che ne seguì costò la vita all'equipaggio della Sojuz 11 che nel 1971 morì per una depressurizzazione dell'abitacolo durante il rientro a Terra. Mišin venne rimosso dal progetto; il controllo del progetto Sojuz venne affidato a Čelomej. Dopo l'esperienza della collaborazione con la NASA per il Programma test Apollo-Sojuz, i direttori sovietici decisero di applicare un nuovo approccio dirigenziale al progetto e nel 1974 il progetto N-1 venne cancellato e Mišin licenziato. Un singolo ufficio di sviluppo creò il razzo NPO Energia, con Gluško progettista capo.

## Incidenti e fallimenti

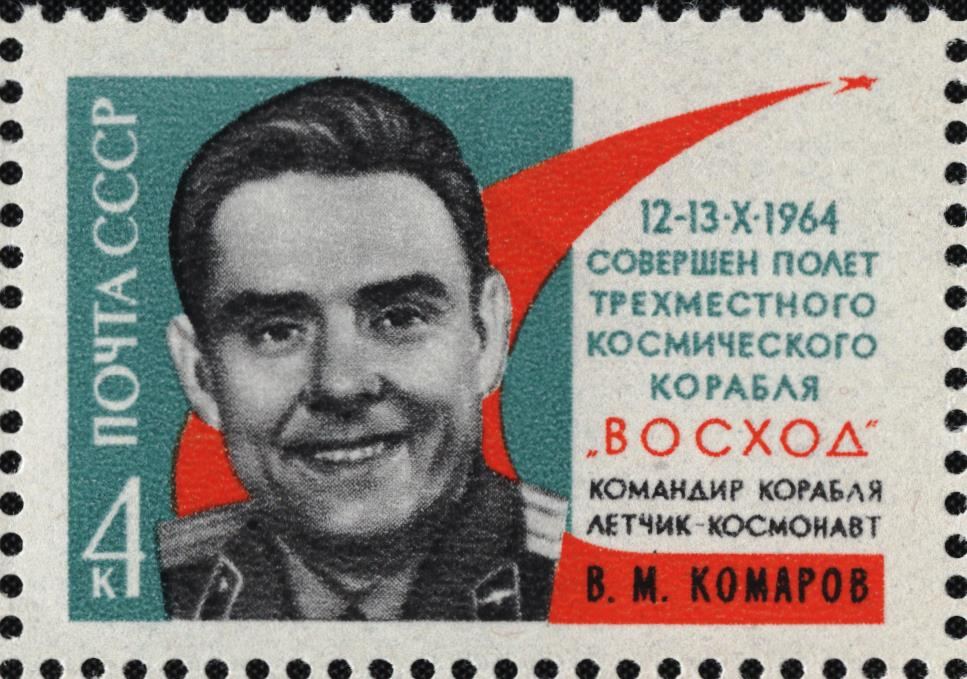
Francobollo commemorativo in onore di Vladimir Komarov

Il programma spaziale sovietico subì diversi incidenti, mortali e non, e fallimenti:
- Catastrofe di Nedelin (1960), esplosione di un razzo alimentato che veniva testato sul trampolino di lancio, uccidendo 78 tra tecnici ed ingegneri aerospaziali che lavoravano al progetto al momento dell'esplosione;[2][3][4]

- Morte di Valentin Bondarenko (1961), in un incendio durante un allenamento, imputata dal direttore del programma di volo orbitale con equipaggio Nikolaj Kamanin alla poca organizzazione ed al poco controllo dell'esperimento da parte dell'Istituto per i problemi biomedici (ove si verificò l'incidente);[5]

- Annullamento di 4 missioni del programma Voschod[6][7][8][9];
- 4 tentativi di lancio falliti del razzo N1, nel tentativo (fallito) di anticipare gli statunitensi nello sbarco sulla Luna;[10][11][12][13][14][15][16][17]

- Il 23 aprile 1967, la Soyuz 1 si schiantò al suolo a una velocità di 140 km/h a causa di un guasto al paracadute, causando la morte di Vladimir Komarov. Komarov è stato ufficialmente il primo essere umano deceduto in una missione spaziale.[18][19]

- Nel 1971, la missione Sojuz 11 causò la morte di tre cosmonauti quando la capsula dell'equipaggio si depressurizzò durante i preparativi per il rientro[20]. I membri dell'equipaggio a bordo della Sojuz 11 erano Vladislav Volkov, Georgij Dobrovol'skij e Viktor Pacaev. Si tratta degli unici tre esseri umani conosciuti morti nello spazio;[21][22]

- Lancio fallito del Sojuz 18-1[23];

- Il 18 marzo 1980, un razzo Vostok esplose sulla sua piattaforma di lancio durante un'operazione di rifornimento, uccidendo 48 persone.[24][25] L'incidente venne rivelato solo nel 1989.[26][27]

## Progetti cancellati

### Programma Buran
Buran fu un progetto per un veicolo spaziale riutilizzabile, simile allo Space Shuttle della NASA. Il progetto iniziò nel 1976, il primo volo di una navicella ebbe luogo nel 1984, ma il programma fu cancellato nel 1992 con il crollo dell'Unione Sovietica.

### Energia
Energia era un lanciatore super pesante a idrogeno liquido sviluppato con successo e che era in grado di portare 100 tonnellate di carico in orbita terrestre bassa. Ma senza i carichi utili Buran o Polyus da lanciare, è stato cancellato a causa della mancanza di fondi per lo scioglimento dell'URSS.

### Missioni su Marte
Il rover pesante Mars 4NM doveva essere lanciato dal lanciatore N1 ma venne abbandonato tra il 1974 e il 1975, dopo aver fallito 4 lanci di prova. La missione di ritorno del campione Marte Mars 5NM doveva essere lanciata nella seconda metà degli anni 1970 da lanciatori Proton per poi attraccare nell'orbita terrestre per un volo congiunto di moduli orbitali e di ritorno su Marte, ma il progetto venne annullato per la scarsa affidabilità del sistema di telemetria.

### Vesta
La missione Vesta consisteva in due sonde interplanetarie identiche a doppio scopo da lanciare nel 1991. L'obiettivo era sorvolare Marte e successivamente studiare quattro asteroidi appartenenti a classi diverse. Su 4 Vesta sarebbe stato rilasciato un penetratore. Per una serie di fattori, compreso il parziale fallimento del programma Phobos, la missione venne cancellata.

### Tiolkovskij
La missione Tsiolkovsky era stata pianificata come una sonda interplanetaria a doppio scopo da lanciare negli anni novanta per effettuare un sorvolo di Giove, rilasciare una sonda nell'atmosfera e usarlo come fionda gravitazionale per indirizzare la sonda nelle vicinanze del Sole, a una distanza entro cinque o sette raggi solari. Una sonda derivata dalla Tsiolkovsky potrebbe essere lanciata verso Saturno e anche oltre.